# Eötvös téri Víztorony (Szolnok)
Koordináták: é. sz. 47° 10′ 40″, k. h. 20° 11′ 02″47.177639°N 20.183889°E

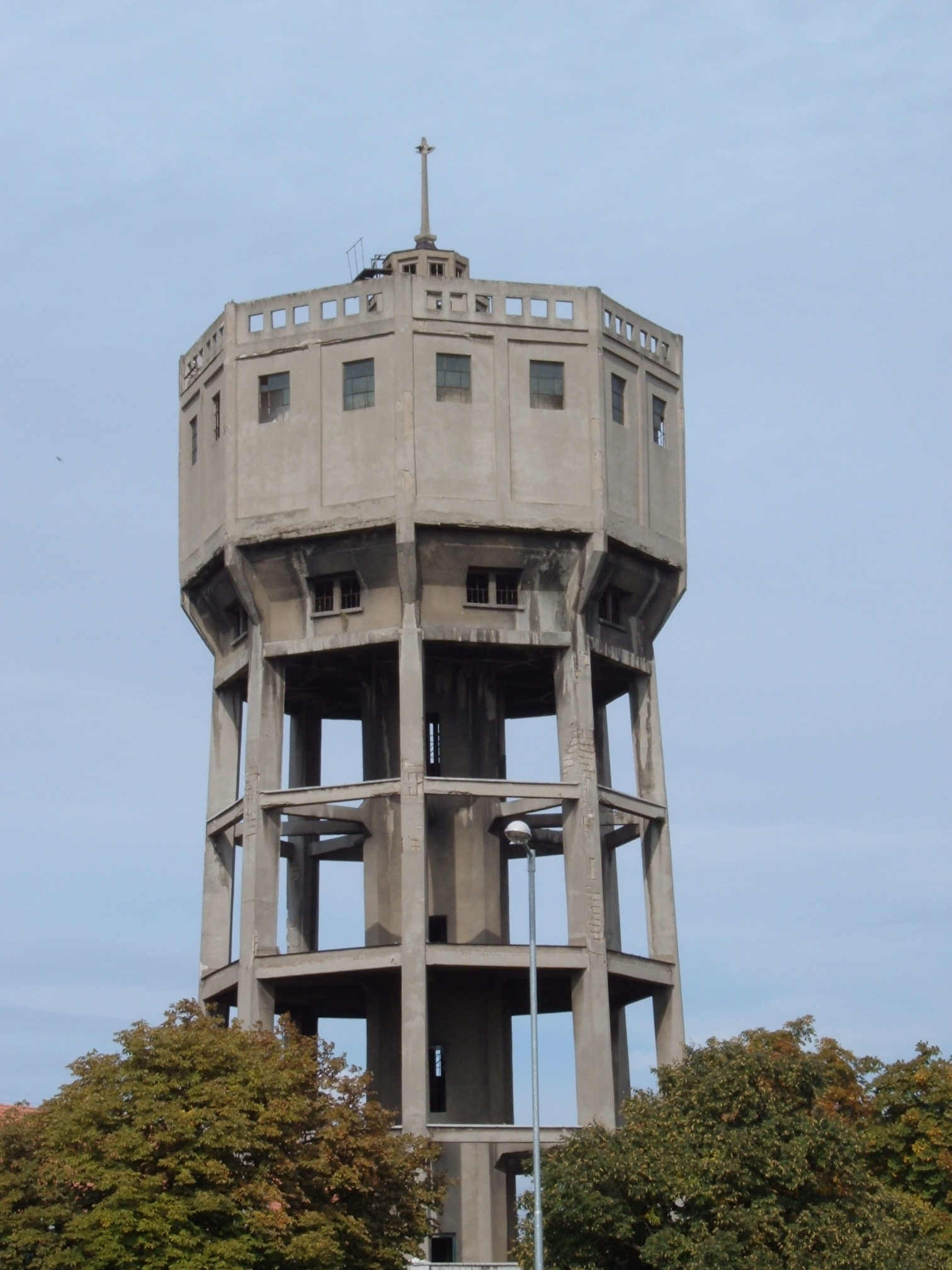
A szolnoki Eötvös téri víztorony

Egy új szolnoki víztorony építésének ötlete már 1902-ben felvetődött, a rohamosan fejlődő város, a nagy ütemben gyarapodó lakosság kiszolgálására szükségessé vált a vízhálózat kiépítése. Több terv, pályázat után született döntés a helyéről és a kivitelezésről. Az akkor még új technikának számító vasbeton szerkezetű torony építése mellett döntöttek. A pályázatot Ast Ede és Társai tervezők nyerték el, helyét az akkori állatvásártér mellett a Gólya kocsmánál jelölték ki. 1909-ben kezdték az építkezést, és már 1910-ben átadták. Több mint 60 évig volt a város szolgálatában a 36 méter magas, 600 köbméteres tározóval rendelkező épület. A torony nyolcszögletű, és nyolc beton pillér tartja, belül vaslépcső van. 
1924 és 1932 közt tűzoltók figyelőállása volt a tetején. Az 1944-es angol szőnyegbombázást a torony sem úszta meg, megsérült. 1956-ban felújították, majd ezután még az 1970-es évekig működött. A város fennállásának 900 éves évfordulójára sok 10, 18, és 24 emeletes épület emelkedett, a magas házakat már nem tudta ellátni, végleg bezárták. Jelenleg az eddigi fenntartója már nem vállalja az állagmegőrzéssel járó kiadásokat, ingyen felajánlotta a városnak, de a város anyagi helyzete sem teszi lehetővé, hogy ezt az értékes építészeti műemléket megmentse. 2007-es közgyűlési határozat értelmében lemondtak róla. A torony mai állapotában életveszélyes.

## Lásd még
- Kőrösi úti víztorony